# Le Treu
Pour les articles homonymes, voir Treu.
Le Treu est une montagne de France située en Savoie, dans la chaîne des Aravis.

## Géographie
Culminant à 1 835 mètres d'altitude, elle se présente sous la forme d'une montagne pyramidale à trois faces. Elle est délimitée par le vallon de Chaucisse au nord-est qui le sépare de la Croix de Stata et de la Croix Cartier, les gorges de l'Arly au sud-est qui les séparent de Notre-Dame-de-Bellecombe, du mont Reguet, de Crest-Voland et du Lachat, la vallée du Flon au sud qui la sépare du Praz Vechin et par un petit col sans nom au nord-ouest qui le sépare des Trois Aiguilles ou pointe de Mandallaz. À ses pieds au sud-est se trouve le village de Saint-Nicolas-la-Chapelle et à l'est celui de Flumet.
Son sommet est accessible par un sentier par ses arêtes Est et Nord.

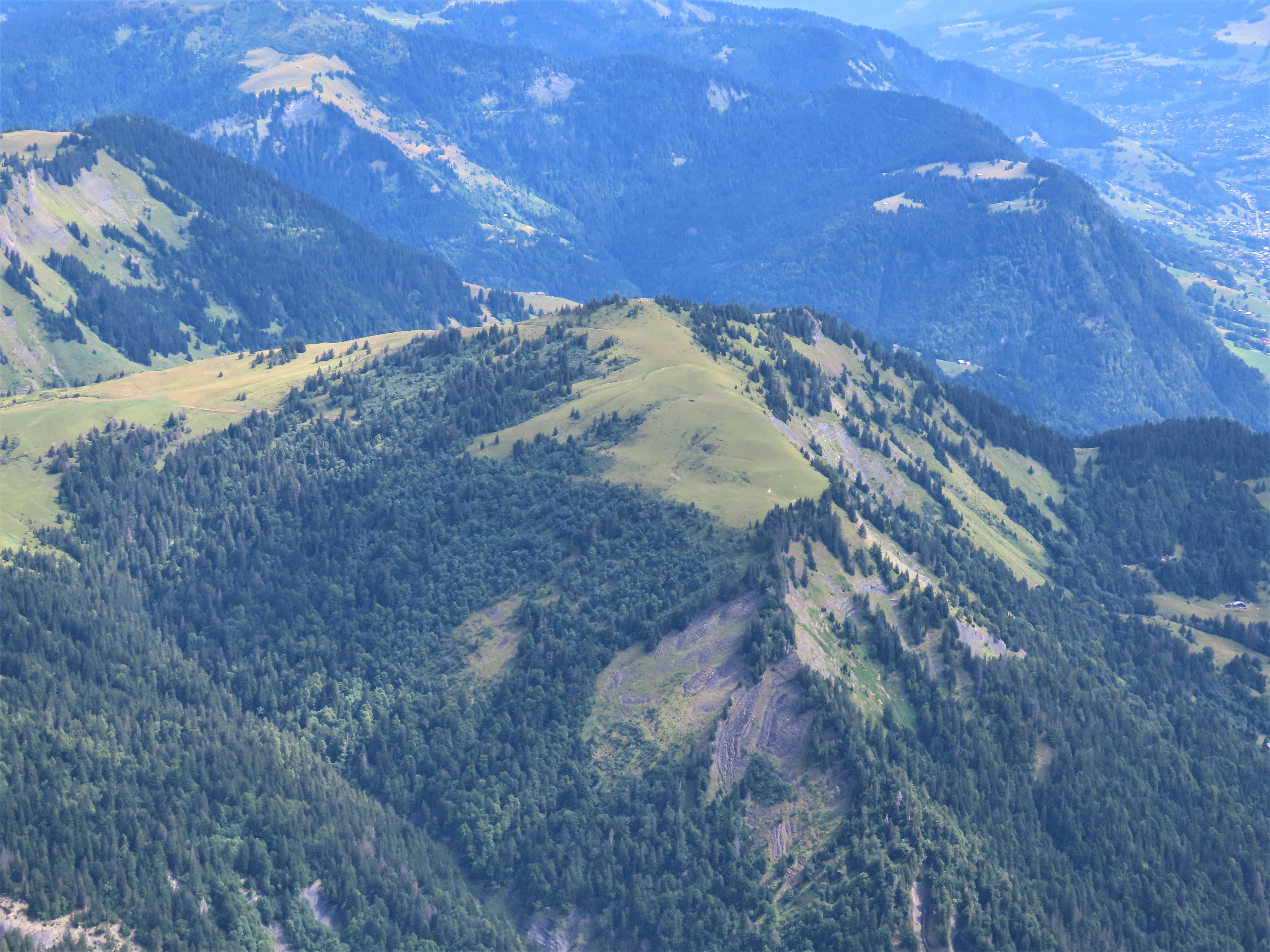
Le Treu depuis le mont Charvin au sud-ouest.

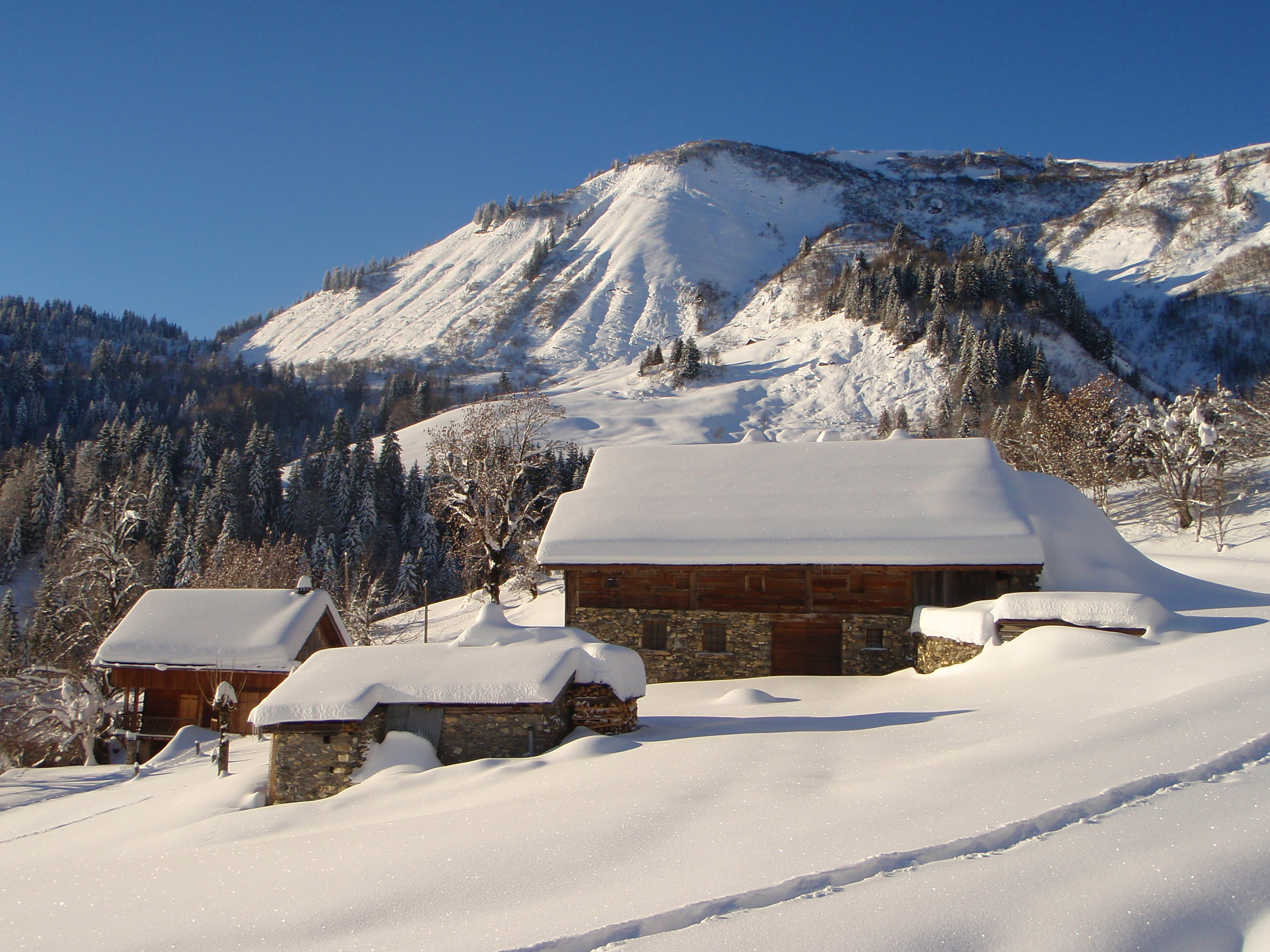
Le Treu au-dessus du hameau de Chaucisse.